# Lutosa inermis
Lutosa inermis är en insektsart som beskrevs av Salfi 1925. Lutosa inermis ingår i släktet Lutosa och familjen Anostostomatidae. Inga underarter finns listade i Catalogue of Life.